# Franck Innocent
Franck Innocent est un artiste peintre, lithographe et graveur sur boisde l'École de Rouen né à Sahurs le 20 novembre 1912, mort subitement le 13 avril 1983 à Rouen.

## Biographie
Franck Innocent naît au n°27, rue de Bas à Sahurs (une plaque commémorative est aujourd'hui apposée sur la maison), fils unique d'une famille qui ira bientôt s'installer à Sotteville-lès-Rouen où notre artiste habitera toute sa vie durant. Adolescent, il reçoit les conseils de Marcel Couchaux dont il fréquente l'atelier dès l'âge de quinze ans et qu'il accompagne durablement dans la nature afin de peindre avec lui sur le vif. Il n'en est pas moins étudiant à l'École supérieure de commerce de Rouen dont il sortira diplômé.
Il est sociétaire aux Artistes rouennais dès l'âge de 15 ans.
Brutalement emporté par une rupture d'anévrisme en avril 1983, Franck Innocent repose au cimetière de Sahurs. Plusieurs communes de Seine-Maritime lui font alors hommage en donnant son nom à un espace public, comme l'école Franck-Innocent de Sahurs, la rue Franck-Innocent de Sotteville-lès-Rouen ou le square Franck-Innocent du Mesnil-Esnard.

## Livres illustrés
- Paul Leroy (préface de Pierre Mac Orlan), Les Fantasques ou la lucarne du diable, gravures sur bois, lettrines et culs de lampe de Franck Innocent, 200 exemplaires numérotés, Maugard éditeur, Rouen, 1952.
- Marcel Pagnol, Œuvres (18 volumes), illustrations de Suzanne Ballivet, Emmanuel Bellini, François Bouché, Franck Innocent, Dany Lartigue, Éditions Pastorelli, 1976.

## Expositions

### Expositions personnelles
- Galerie Legrip, Rouen, novembre 1936[5], 1938, 1942, 1943, octobre-novembre 1946, mars-avril 1954.
- Galerie Paul Blauseur, Paris, 1944.
- Galerie Prigent, Rouen, 1945.
- Galerie Bernheim-Jeune, Paris, janvier-février 1953.
- Galerie Marcel Bernheim, Paris, 1955, février-mars 1956[6].
- Galerie Saint-Placide, Paris, 1957, 1958[7], 1960, 1961, 1963.
- Galerie Cimaise Mazarine, Paris, octobre-novembre 1961.
- Gilbert Galleries, San Francisco, 1968.
- Galerie des Orfèvres, Paris, 1970.
- Galerie du Carlton, Cannes, décembre 1971 - janvier 1972.
- Galerie Chantepierre, Aubonne (Vaud), 1972.
- Galerie Médicis, Paris, 1975.
- Reyn Gallery, New York, 1976.
- Galerie Denise Valtat, Paris, 1977.
- Galerie Colette Dubois, Paris, 1978.
- Galerie Cardo, Paris, 1980.
- Rétrospectives Franck Innocent, Galerie Bernheim-Jeune, 1985, 1990, juin-juillet 2001[8], juin 2015[9].
- Galerie Patrick Grindel, Rouen, 1986.
- Centre Paul-Gauguin, Pont-Aven, juin-juillet 1989.
- Galerie Tuffier, Les Andelys, 1993.
- Centre culturel de Revin, 1995.
- Hommage à Franck Innocent, Mairie de Yerville, 2001.
- Rétrospective Franck Innocent, Conseil départemental de la Seine-Maritime, Hôtel du Département, Rouen, 2002.
- Franck Innocent (1912-1983) - 120 toiles, gouaches et aquarelles, Espace Musée Charles-Léandre, Condé-sur-Noireau, mai-juin 2009[4],[10].
- Rétrospective Franck Innocent, Conseil départemental de la Seine-Maritime, Hôtel du Département, Rouen, 1er au 22 octobre 2022.

### Expositions collectives

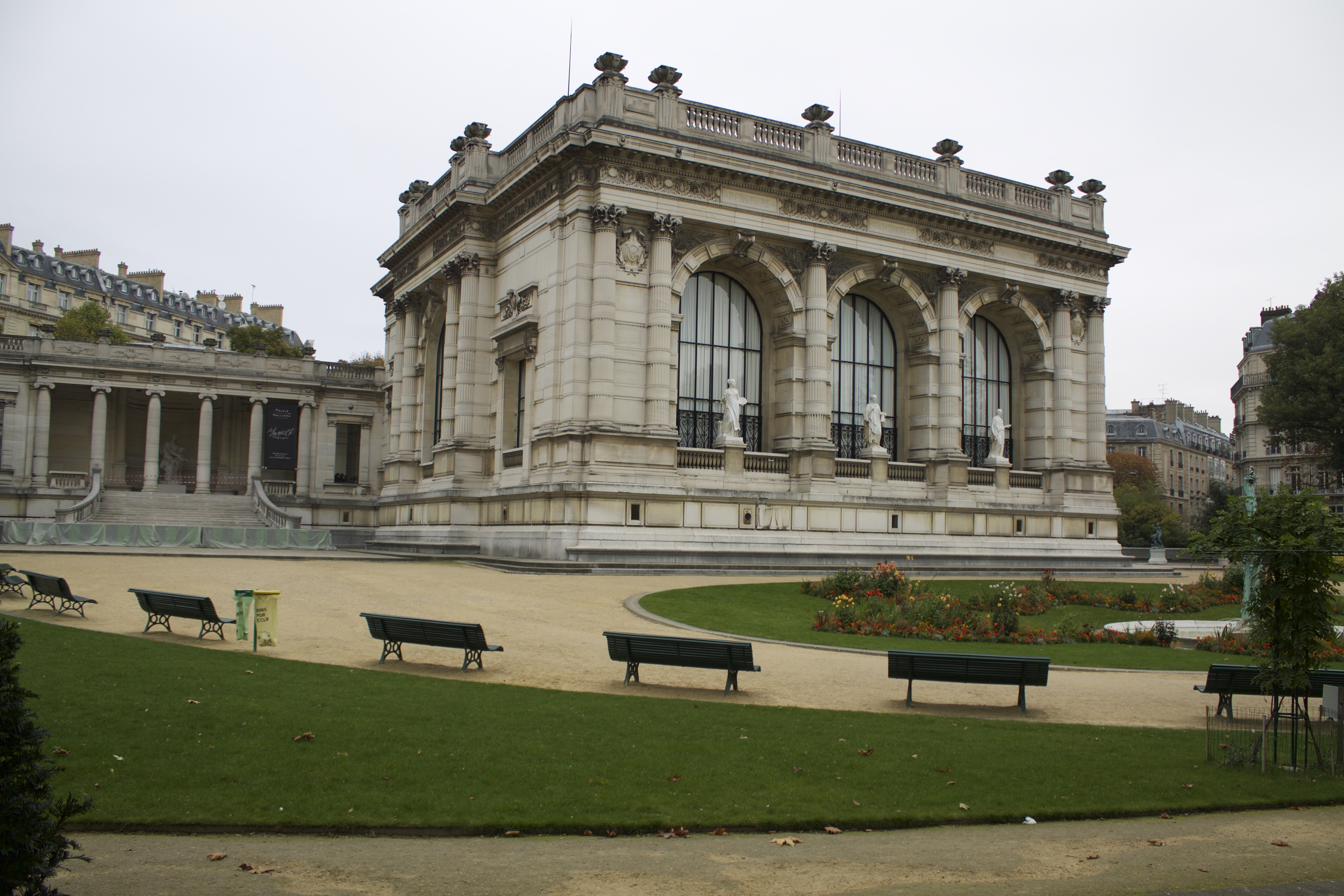
Musée Galliera

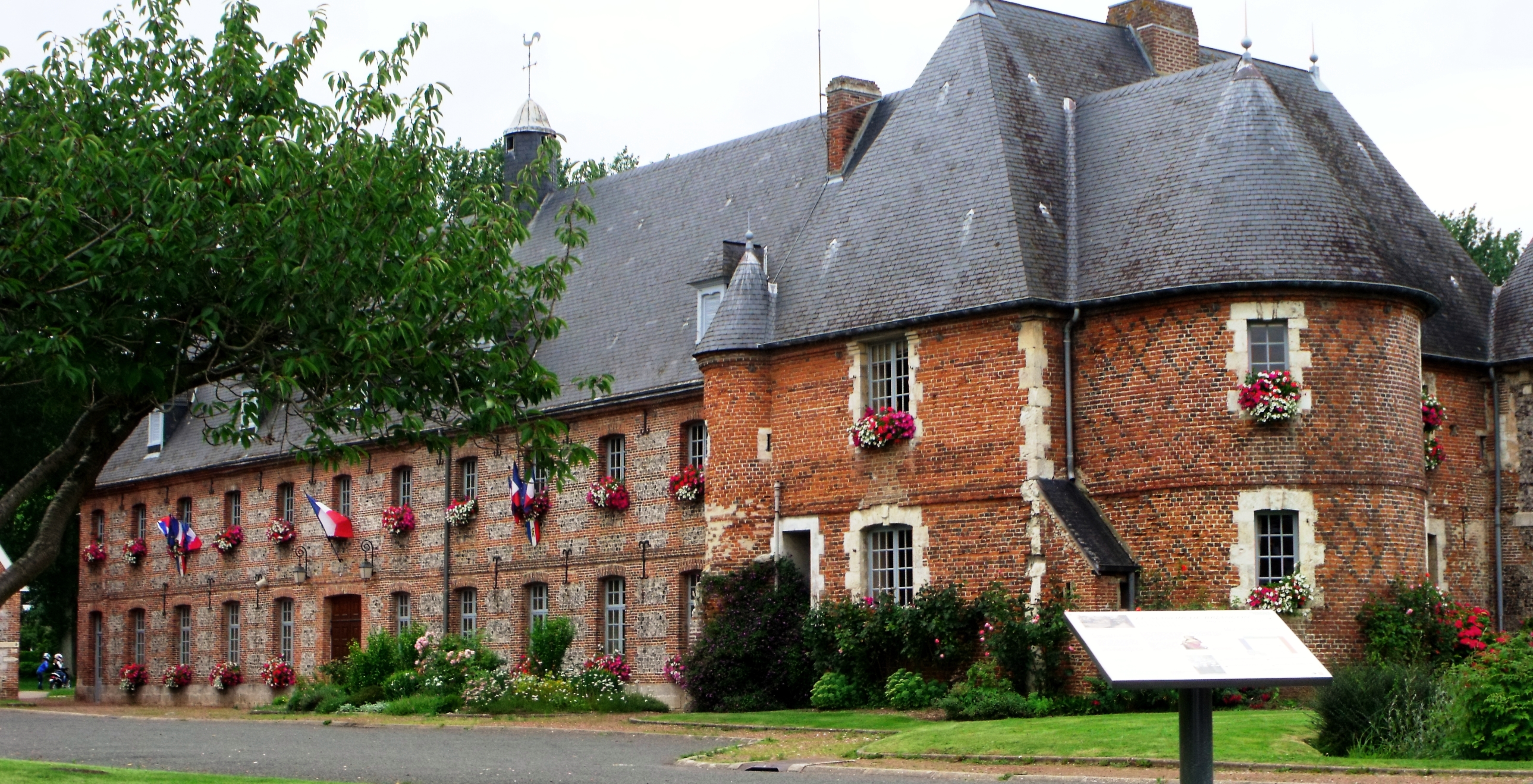
Manoir de Briançon, Criel-sur-Mer

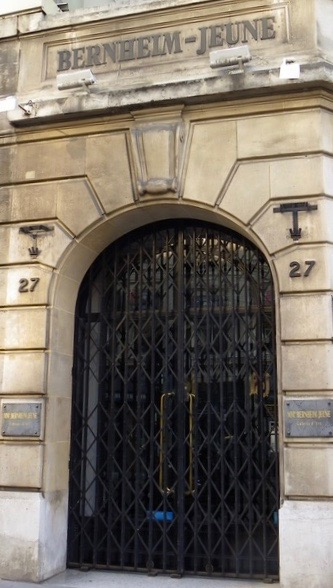
Galerie Bernheim-Jeune, Paris

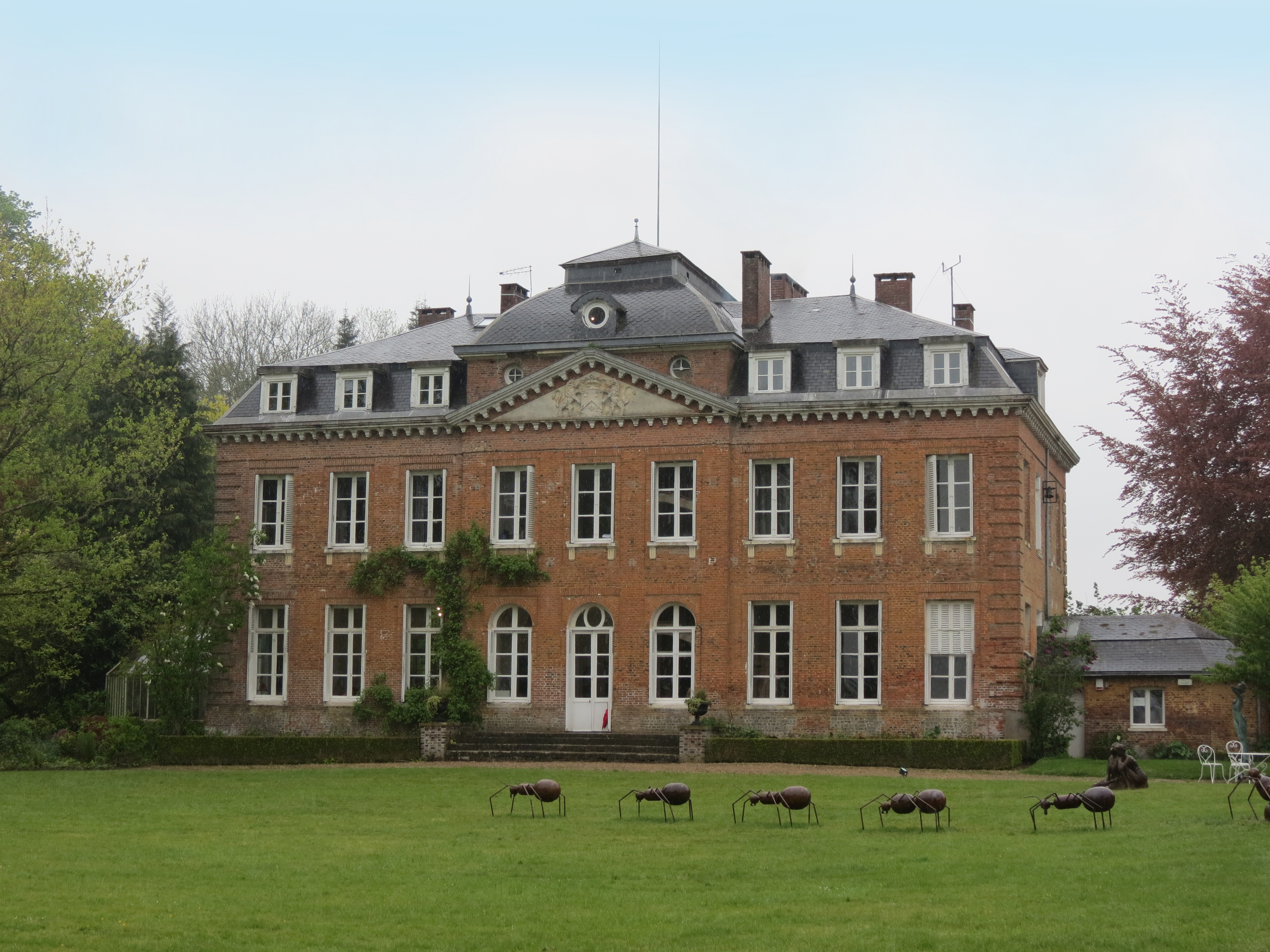
Château de Bois-Guilbert

- Société des artistes rouennais, 1933, 1934[11], 1939[12]
- Expositions non datées : Salon des indépendants, Salon d'Automne, Salon Comparaisons[13].
- Salon Confrontation : Bernard Buffet, Roger Crusat, Jean Jansem, Franck Innocent, Jean-Jacques Morvan, Yasse Tabuchi, Gabriel Zendel…, Dijon, avril-mai 1965.
- Premier Salon Biarritz - San Sebastian : l'École de Paris - Peinture, sculpture : Yvette Alde, André Beauce, Jehan Berjonneau, Georges-André Klein, Adrienne Jouclard, Roland Bierge, Maurice Boitel, Andrée Bordeaux-Le Pecq, Rodolphe Caillaux, Jack Chambrin, Jean Cluseau-Lanauve, Paul Collomb, Jean-Joseph Crotti, Gen Paul, Antonio Guansé, Henri Hayden, Franck Innocent, Daniel du Janerand, Adrienne Jouclard, Jean Joyet, Germaine Lacaze, André La Vernède, Robert Lotiron, Jean Navarre, Roland Oudot, Maurice Verdier, Henry de Waroquier…, Casino Bellevue, Biarritz et Musée San Telmo, Saint-Sébastien (Espagne), juillet-septembre 1965[14].
- 39e exposition de la Société des artistes normands, Rouen, 1950, invité d'honneur.
- Salon des peintres témoins de leur temps, Musée Galliera, Paris, janvier 1974 (thème: La rue), janvier-février 1976 (thème : La vie paysanne ; toile présentée : Le gaulage des pommes)[15], février-mars 1977 (thème : La fête ; toile présentée : La fête de la mer à Honfleur)[16].
- Panorama de la peinture contemporaine - Paul Aïzpiri, Jean-Pierre Alaux, Paul Ambille, Yves Brayer, Bernard Buffet, Rodolphe Caillaux, Jean Carzou, Michel Ciry, Marcel Cramoysan, Jef Friboulet, Pierre Gautiez, Camille Hilaire, Franck Innocent, Monique Journod, Michel King, Roland Lefranc, Édouard Georges Mac-Avoy, Geprges Mirianon, Jean Navarre, Marcel Peltier, Christian Sauvé, Robert Savary, Gaston Sébire, Arthur Van Hecke…, hôtel de ville de Sotteville-lès-Rouen, mars 1980[17].
- Exposition d'art régional, manoir de Briançon, Criel-sur-Mer, juillet-août 1981. Franck Innocent, invité d'honneur.
- Hommages à Jean Commère, René Thomsen, Franck Innocent et Marthe Orant, Centre Paul-Gauguin, Pont-Aven, 1989.
- Hommage à Franck Innocent, Salon de peintures et sculptures de Condé-sur-Noireau, 2007.
- Quarantième Salon des amis des arts et du Manoir de Briançon - Michel Ciry, Jef Friboulet, Pierre Gautiez, Franck Innocent, Monique Journod, Michel King, Pierre Laffillé, Roland Lefranc, Albert Malet, Marcel Peltier, Gaston Sébire..., Manoir de Briançon, Criel-sur-Mer, juillet-août 2008[18].
- Exposition d'hiver - Collection d'un amateur collectionneur et mécène, des années 1940 à nos jours : Roger Tolmer, Marcel Cramoysan, Georges Mirianon, Franck Innocent, Gaston Sébire, Jean Dannet, Jean Bréant, Denis Godefroy, Tony Fritz-Villars, Galerie Bertran, Rouen, janvier-février 2012[19].
- Sculptures de Claude Lhoste (1929-2009) et peintures de Franck Innocent (1912-1983), Galerie Bernheim-Jeune, Paris, juin 2015.
- Les petits maîtres et la Seine-Maritime (1850-1980), jardin des sculptures - château de Bois-Guilbert, juillet-novembre 2020[20].

## Réception critique
- « Franck Innocent, avec une constance louable, provinciale, creuse toujours le même sillon, mais en creusant toujours plus profondément son propre terrain. Ses paysages sont brossés avec cette même fermeté de pâte, dessinés avec cette même implacable rigueur, et cependant leur dynamisme intérieur nous paraît plus puissant que jamais, du fait que l'artiste, plus sûr sans cesse de lui, concentre ses effets, restreint ses lignes et atteint le centre même de l'essentiel. » - Henri Héraut[7]
- « Ses paysages sont à la charnière du post-impressionnisme et du post-fauvisme. Il est de ces artistes qui ont préféré s'inspirer de ces mouvements une fois qu'ils étaient décantés par le temps et aussi par les disciples des grands pionniers. Dans le style Franck Innocent, il y a comme un héritage de la prudence et du juste milieu légendaires en pays normand. Sa peinture est vraie, sans être réaliste; elle est à peine architecturée, comme par une lointaine réminiscence cézannienne. C'est gonflé comme de la bonne terre. Franck Innocent, avec ce Paysage picard, ne s'est guère éloigné de ses horizons familiers.  Là aussi, comme en Normandie, on devine la présence de l'eau ; sous la terre comme dans son reflet lointain sur le ciel. » - Pierre Mazars[21]

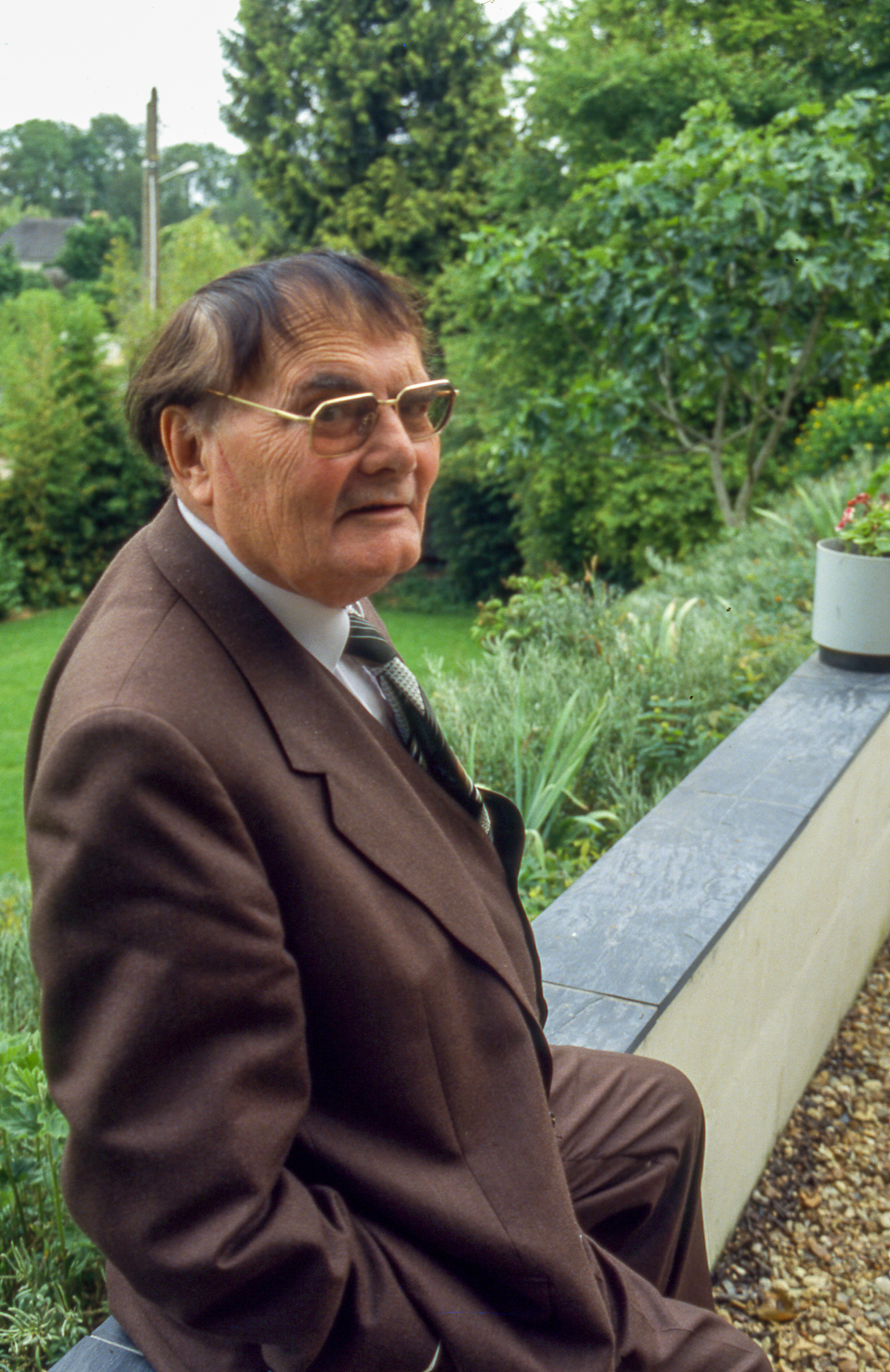
Hervé Bazin

- « C'est un campagnard, Innocent, comme moi d'ailleurs, c'est un réaliste, comme moi d'ailleurs, c'est peut-être pourquoi nous nous entendons si bien. J'ai toujours aimé la sensibilité dans la simplicité et l'invention en dehors de la recherche, en dehors de la théorie. Je n'ai pas changé d'avis, je répète ce que je disais voilà des années à propos du même Innocent : "Vivent ceux qu'intéressent la prunelle et non la cervelle". Amateur de ce que l'on appelle aujourd'hui la matière des choses et qui pour d'autres en est l'âme. » - Hervé Bazin, de l'Académie Goncourt[22]
- « Franck Innocent disait : "Le cœur doit passer avant l'intelligence et il est primordial d'oublier ce que l'on fait au moment de peindre pour laisser toute place aux sentiments et à l'émotion". Cette pensée le suivra toute sa vie et son évolution ne le démentira jamais... Ce "terrien" teinté de spiritualité restera aux yeux de tous comme un grand artiste... » - Dominique Breton[23]
- « Innocent est resté tout au long de sa vie très attaché à sa région natale, la Normandie. Il a laissé de nombreux paysages des bords de la Seine et de l'Eure, des marines d'Honfleur, d'Yport et de Dieppe. Un métier solide, classique, par lequel il a exprimé son exaltation devant la nature. » - Gérald Schurr[24]

## Collections publiques

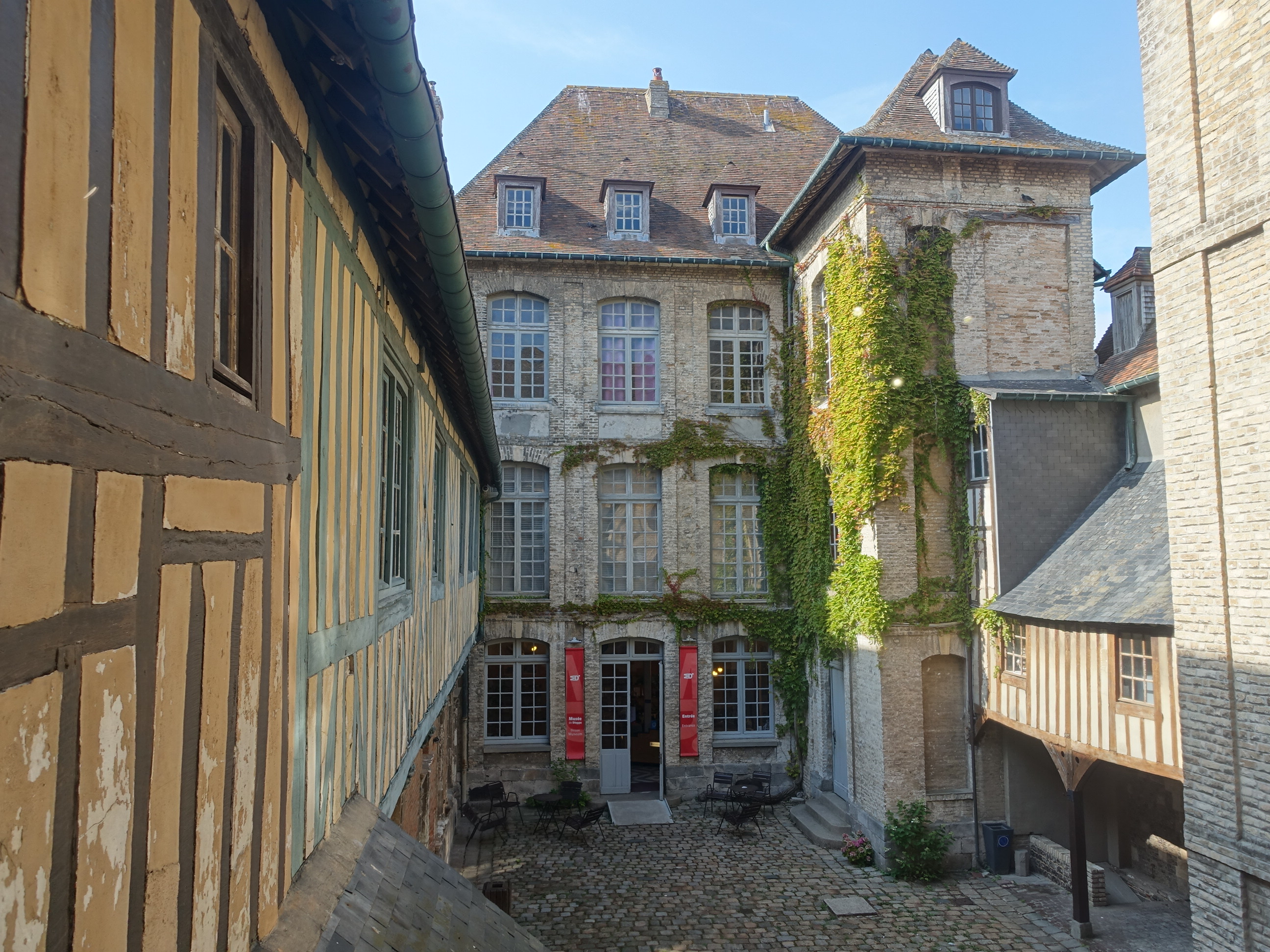
Château de Dieppe

- Musée d'art moderne de la ville de Paris.
- Musée des beaux-arts de Rouen.
- Musée Eugène-Boudin de Honfleur.
- Château-musée de Dieppe, Avant-port de Dieppe, huile sur toile 73x92cm, 1954 (dépôt du Centre national des arts plastiques)[25].
- Département des estampes et de la photographie de la Bibliothèque nationale de France.
- Centre national des arts plastiques, dépôts :
  - Sous-préfecture de Cognac, Le Bac à Duclair, huile sur toile 60x73cm[26].
  - Mairie du Pont-de-Beauvoisin, Glaïeuls, huile sur toile 73x60cm, 1953[27].
- Musée d'art de Pully (Suisse).

## Collections privées
- Henri Adam-Braun[28].
- Paquebot France[21]
- François Pinault[29].